# بول ناكانو
بول ناكانو (باليابانية: ブル中野؛ بالكانا: ブルなかの) هي مصارعة محترفة يابانية، ولدت في 8 يناير 1968 في كاواغوتشي في اليابان.

## وصلات خارجية
- بول ناكانو على موقع دبليو دبليو إي (الإنجليزية)
- بول ناكانو على موقع WrestlingData.com (الإنجليزية)
- بول ناكانو على موقع CageMatch worker (الإنجليزية)
- بول ناكانو على موقع قاعدة بيانات المصارعة على الإنترنت (الإنجليزية)
- بول ناكانو على موقع عالم المصارعة على الإنترنت (الإنجليزية)

- بول ناكانو على موقع IMDb (الإنجليزية)